# Pisístrato (mitología)

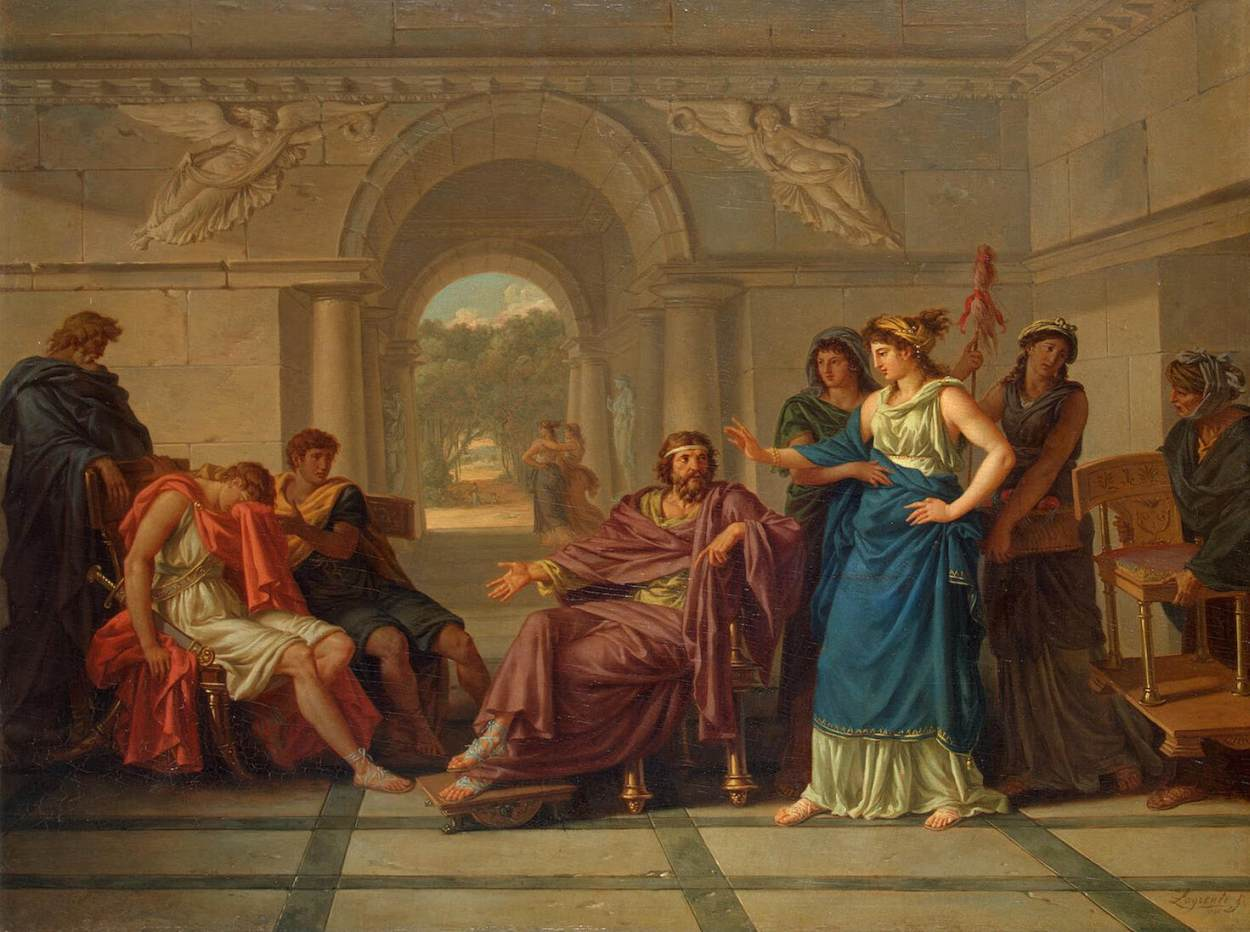
Óleo en tabla de Jean-Jacques Lagrenée (1739 - 1821): Helena reconoce a Telémaco. 1795. Eteoneo o Asfalión, Telémaco, Pisístrato, Menelao, Alcipe, Helena, Filo y Adrasta.

Pisístrato (Πεισίστρατος) es un personaje de la mitología griega que aparece en la Odisea. Es el hijo menor de Néstor, rey de Pilos. 
Telémaco iba en busca de su padre, Odiseo, y Pisístrato, mandado por Néstor, lo acompañó hasta el palacio de Helena y Menelao, en Esparta
Igual que Telémaco, Pisístrato era un niño pequeño cuando fueron a la Guerra de Troya su padre y sus hermanos: Antíloco y Trasimedes.